# Autoestrada A29
Die Autoestrada A29 oder Auto-Estrada da Costa de Prata ist eine Autobahn in Portugal. Die Autobahn beginnt in Porto und endet in Angeja.

## Größere Städte an der Autobahn
- Porto
- Ovar
- Angeja